# Sint Eustatius
Sint Eustatius, også kendt som Saint Eustace og Statia, er en ø i Caribien som politisk tilhører Holland. Den har en befolkning på 4.020. Sint Eustatius har status som nederlandsk kommune med særstatus. Frem til til 10. oktober 2010 var den en del af De Nederlandske Antiller.

## Geografi
Øen ligger i De Små Antiller, nordvest for Saint Kitts og Nevis og sydøst for Saba. Den er opkaldt efter den katolske helgen Sankt Eustacius. Øens hovedstad er Oranjestad.

## Demografi
Sint Eustatius havde pr. 1. januar 2014 et indbyggertal på 4.020.
Befolkningen på Sint Eustatius har hovedsagelig engelsk som sit sprog. 85 % af befolkningen benyttede i 2013 engelsk, mens 7 % talte spansk og 6 % nederlandsk. 68 % af befolkningen talte i 2013 mere end ét sprog.
I 2014 blev det bestemt at indføre engelsk som eneste undervisningssprog i skolen. Tidligere blev engelsk og nederlandsk benyttet i grundskolen og engelsk alene i videregående skole. Nederlandsk bliver efter dette undervist som fremmedsprog.
25 % af befolkningen var i 2013 katolikker, mens 23 % tilhørte metodistkirken og 17 % var adventister. Andre kirke- og trossamfund var også repræsenteret. 17 % havde ingen religionstilhørighed.

## Historie
Øen blev opdaget af Christofer Columbus i 1493 og flere lande gjorde krav på øen i de efterfølgende 150 år. I 1636 blev øen koloniseret af nederlændere ved Vestindisk Kompagni, som anlagde sukkerplantager på øen.
I 1700-tallet blev øen kendt som Golden Rock, da økonomien fik et kraftigt opsving fordi øen ignorerede en våben- og handelsembargo mellem stormagterne, som på den tid var i krig mod hinanden, blandt andet om herredømmet over Caribien.
Siden øen solgte våben og ammunition til alle som kunne betale, var øen et af de tretten kolonier hvor man kunne købe våben. Det gode forhold mellem Sint Eustatius og USA førte til en episode, hvor kommandør De Graaff på øen besluttede at svare på salut fra det amerikanske skib USS Andrew Doria som besøgte øen 16. november 1776. USA gav denne salut stor publicitet siden øen de facto havde anerkendt uafhængigheden fra USA.
Storbritannien tog ikke denne hændelse alvorligt, men fortsatte sin protest mod handelen mellem øen og USA. Handelen mellem Sint Eustatius og USA var hovedårsagen til den fjerde anglo-nederlandske krig, som blev katastrofal for nederlandsk handel.
Storbritannien besatte Sint Eustatius 3. februar 1781. Kommandør de Graaff, som på det tidspunkt ikke var klar over krigserklæringen, så hurtigt, at han ikke kunne kæmpe imod angrebsmagten, og han overgav derfor øen til den britiske admiral George Brydges Rodney. Ti måneder efter blev øen erobret af Frankrig, som var i alliance med nederlændere. Nederlandene fik kontrol over øen i 1784.
I sine velmagtsdage havde Sint Eustatius en befolkning på op til 20.000. I tiden efter er befolkningstallet gradvis faldet ned til de nuværende cirka 4.000.
I dag lever øen af turisme, overførsler fra Holland, et lokalt olieraffinaderi, samt en institution som tilbyder medicinuddannelse primært til udenlandske studenter.

## Politik og forvaltning
Sint Eustatius er en del af Holland. Hollands regering overtog i oktober 2010 forvaltningen af øen fra det opløste De Nederlandske Antiller. Efter dette blev øen gjort til særkommune, som har juridisk status som offentlig organ (openbaar lichaam). Holland udøver sin myndighed på øen gennem organet Rijksdienst Caribisch Nederland.
Der findes et folkevalgt øråd på fem medlemmer. Ørådet udpeger et udøvende råd.

## Økonomi
Størrelsen på øens økonomi blev første gang offentliggjort i 2014. Sint Eustatius' bruttonationalprodukt blev beregnet til 102 millioner amerikanske dollar for 2012, tilsvarende 26.400 dollar pr. indbygger.